# Barrou
Barrou település Franciaországban, Indre-et-Loire megyében. Lakosainak száma 480 fő (2022. január 1.). Barrou Abilly, Chambon, Chaumussay, Le Grand-Pressigny, La Guerche, Lésigny és Mairé községekkel határos.

## Népesség
A település népességének változása:
| Lakosok száma | 626  | 551  | 511  | 487  | 526  | 492  | 470  | 455  | 458  | 480  |
|               | 1968 | 1982 | 1990 | 2006 | 2013 | 2015 | 2017 | 2019 | 2020 | 2022 |